# Юлидохромисы
Юлидохромисы (лат. Julidochromis) — род рыб из семейства цихлидов и подсемейства Cichlasomatinae.